# Бишофсгрин
Бишофсгрин (њем. Bischofsgrün) општина је у њемачкој савезној држави Баварска. Једно је од 33 општинска средишта округа Бајројт. Према процјени из 2010. у општини је живјело 1.990 становника. Посједује регионалну шифру (AGS) 9472121.

## Географски и демографски подаци
Бишофсгрин се налази у савезној држави Баварска у округу Бајројт. Општина се налази на надморској висини од 676 метара. Површина општине износи 8,4 km².

## Становништво
У самом мјесту је, према процјени из 2010. године, живјело 1.990 становника. Просјечна густина становништва износи 237 становника/km².